# Майкл Маулдін
Майкл Лорен Маулдін ([ˈmɔːldən]) (народився 23 березня 1959) — відставний інформатик і винахідник Lycos веб — пошукової системи. Він є одним із авторів Rog-O-Matic та Джулії, учасниці тесту Тьюрінга в премії Льобнера. Verbot, неіснуюча програма чат-ботів, заснована на роботі Маулдіна.

## Ранні роки життя та освіта
Маулдін народився 23 березня 1959 року в Далласі, штат Техас, в сім'ї Джиммі Алтона Молдіна та Мерилін Джин Тейлор.
У 1981 році він отримав ступінь бакалавра в Університеті Райса. У 1983 році здобув ступінь магістра, а в 1989 році отримав ступінь доктора філософії в університеті Карнегі-Меллона (CMU).

## Кар'єра
У 1994 році, працюючи в CMU над проектом цифрової бібліотеки Informedia, Маулдін створив Lycos з 3 сторінок коду. Разом з CMU він продав 80 % компанії CMGI за 2 мільйони доларів.
У 1996 році Lycos була першою компанією, яка найшвидше стала публічною компанією шляхом первинної публічної пропозиції. Маулдін продав свою частку в Lycos і пішов у відставку.
У 1997 році Маулдін, разом з Пітером Плантеком, створюють компанію Conversive. Вона займалася розробкою програм штучного інтелекту, яка створювала персоналізовані комп'ютером персонажі. Він залишався в раді директорів компанії до 2013 року, коли її придбала Avaya.
У 2000 році, після перегляду BattleBots, Молдін побудував робота і став успішним конкурентом у бою роботів.
У серпні 2015 року він став членом ради директорів Lycos, яка зараз належить Сурешу Редді.

## Патенти
Маулдін є винахідником або співавтором 4 патентів:
- US 5748954 — «Метод пошуку побудованого в черзі каталогу файлів, що зберігаються в мережі»[4]
- US 5835667 — «Спосіб і пристрій для створення цифрової бібліотеки відеозаписів, а також система та спосіб використання такої бібліотеки»[5]
- US 5664227 — «Система та метод обробки цифрових аудіо / відео даних»[6]
- US 7 253 817 — «Віртуальний людський інтерфейс для проведення опитувань»[7]